# Chimarra igvarvaria
Chimarra igvarvaria is een schietmot uit de familie Philopotamidae. De soort komt voor in het Oriëntaals gebied.